# Luis Mendez (1990–2013)
Luis Javier Méndez (ur. 12 grudnia 1990, zm. 23 lipca 2013 w Nahuali) – belizeński piłkarz występujący na pozycji obrońcy.
Zginął tragicznie w wieku 22 lat w wypadku samochodowym w Gwatemali, kiedy wracał do rodzinnego Benque Viejo z odwiedzin u swojej narzeczonej studiującej w mieście Gwatemala.

## Kariera klubowa
Méndez rozpoczynał piłkarską karierę w zespole Hankook Verdes FC z siedzibą Benque Viejo. W wiosennym sezonie 2009 wywalczył z nim tytuł wicemistrza Belize, zaś w połowie 2010 roku został zawodnikiem drużyny Belize Defence Force FC z miasta Belize City. Tam z kolei podczas rozgrywek 2010/2011 w roli podstawowego zawodnika zdobył jedyny w swojej karierze tytuł mistrza kraju.

## Kariera reprezentacyjna
W 2010 Méndez znalazł się w ogłoszonym przez szkoleniowca Renana Couoha składzie reprezentacji Belize U-23 na Igrzyska Ameryki Środkowej i Karaibów. Miał wówczas zapewnione miejsce w wyjściowej jedenastce i wystąpił w dwóch meczach rundy kwalifikacyjnej od pierwszej do ostatniej minuty. Jego ekipa zdołała się zakwalifikować do właściwego turnieju piłkarskiego, który ostatecznie nie odbył się jednak z powodu sprzeciwu CONCACAF.
W 2011 roku Méndez został powołany przez honduraskiego selekcjonera José de la Paza Herrerę na turniej Copa Centroamericana. Właśnie w tych rozgrywkach, 14 stycznia w meczu fazy grupowej z Panamą, zadebiutował w seniorskiej reprezentacji Belize. Ogółem podczas tego turnieju wystąpił we wszystkich trzech spotkaniach, a jego kadra, nie odnosząc żadnego zwycięstwa, odpadła już w fazie grupowej. Wziął także udział w eliminacjach do Mistrzostw Świata 2014, w ramach których rozegrał sześć meczów, zdobył też jedynego gola w reprezentacji – 17 lipca 2011 w wygranej 3:1 konfrontacji z Montserratem. Ostatecznie Belizeńczycy nie zdołali jednak zakwalifikować się na mundial. Swój bilans reprezentacyjny zamknął na dziewięciu rozegranych spotkaniach.